# Action Replay DS
L'Action Replay DS è una periferica non ufficiale che permette di modificare diverse caratteristiche all'interno dei videogiochi per Nintendo DS e Nintendo DS Lite, dando quindi vantaggi al giocatore.

## Codici
- Vite, armi, tempo, soldi e munizioni infinite;
- Possibilità di utilizzare immediatamente livelli, armi e personaggi segreti nascosti o bloccati;
- Personaggi esclusivi sbloccabili solo con la cartuccia (es: Pokémon Arceus);
- Trailer, bonus audio o costumi particolari;
- Finali alternativi;
- Accesso a beta quest e oggetti/nemici eliminati in fase di sviluppo;
- Accesso alle debug mode usate dai programmatori.
- Possibilità di giocare un videogioco di diverso formato regionale su una console non modificata.
- Accesso ai contenuti.

## Aggiornamento
Il prodotto appena acquistato è già pre-caricato con qualche centinaio di codici. Per aggiornarlo con nuovi codici e/o nuovi giochi si collega la scheda ARDS ad un PC (con connessione Internet) usando il cavo USB nella confezione. Usando l'apposito software Action Replay Code Manager (si installa dal CD nella confezione) si possono consultare tutti i codici di tutti i giochi disponibili.
I codici ufficiali sono creati da tecnici della Datel. Di solito vengono caricati sul server e messi a disposizione del pubblico circa 4 giorni dopo l'uscita di un nuovo gioco. Esistono anche programmatori amatoriali che creano i propri codici e li mettono online su server indipendenti.

## Produzione
Action Replay DS è un prodotto ideato e sviluppato dal produttore inglese Datel Design & Development Ltd e fa parte della gamma di prodotti complessivamente nota come Action Replay. Action Replay DS è stato creato specificatamente per essere usato con la console portatile Nintendo DS e Nintendo DS Lite.
Action Replay DS è venduto in tutto il mondo. In Italia è presente in modo costante da inizio 2007 sotto distribuzione della società Shardan Srl. Il sito ufficiale per l'Italia è online da giugno 2010 (vedi 'Collegamenti esterni' sotto).

## Compatibilità
È confermato che Action Replay DS è compatibile solo con le console Nintendo DS e Nintendo DS Lite. Compatibile con Nintendo DSi, il prodotto è denominato Action Replay DSi e la nuova uscita compatibile con tutte le console Nintendo.